# Patrice Eyraud
Pour les articles homonymes, voir Eyraud.
Patrice Eyraud (né le 18 décembre 1967 à Toulon) est un footballeur français, puis entraîneur.

## Carrière
Ce joueur est formé au Beausset où il fait toutes ses classes. Ensuite il passe par le centre de formation du Sporting Toulon Var pour enfin s'envoler à l'Olympique de Marseille sous la houlette de Gérard Gili (1988).
Il y passe quatre années sans vraiment réussir à convaincre de son potentiel puis est l'objet d'un échange avec Didier Deschamps du FC Nantes en 1990. Son caractère un peu timoré et timide l'empêche de connaître une carrière qui aurait pu lui sourire. Il a été international Espoirs.
La suite de sa carrière se traduit par un passage à Nantes, Toulouse, Marseille, Toulon, Metz, Gueugnon, Perpignan, Créteil, Martigues, club dans lequel il met un terme à sa carrière de footballeur professionnel.
En parallèle de sa carrière de joueur, Patrice Eyraud suit des cours pour devenir entraîneur. Il commence par être entraîneur adjoint du FC Martigues en juillet 2002 puis passe entraîneur en novembre 2004 avant d'être remercié le 11 avril 2008.
Il joue désormais pour le plaisir, dans l'équipe Vétérante de la Jeunesse Sportive Beaussetanne.

## Palmarès

### Joueur
- Champion de France en 1989, 1990 et 1992 avec l'Olympique de Marseille
- Vainqueur de la Coupe de France en 1989 avec l'Olympique de Marseille

### Entraîneur
- Vainqueur du Groupe B de CFA en 2006 avec le FC Martigues